# Jakob Danielsen

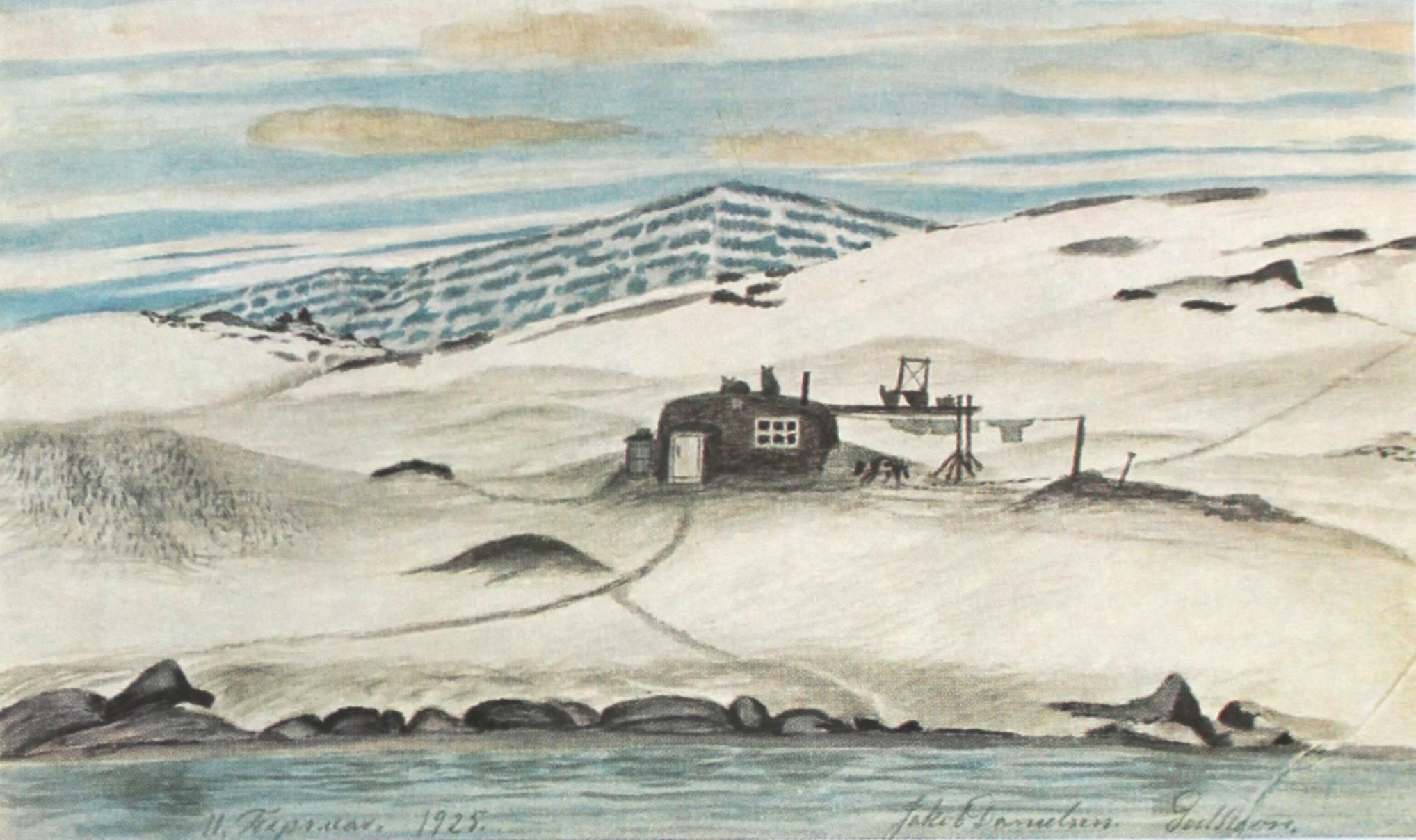
Jakob Danielsens Geburtshaus in Sioraq. Aquarell von ihm selbst.

Jakob Nikolaj David Thomas Danielsen (* 14. August 1888 in Sioraq; † 13. April 1938 in Qeqertarsuaq) war ein grönländischer Maler.

## Leben

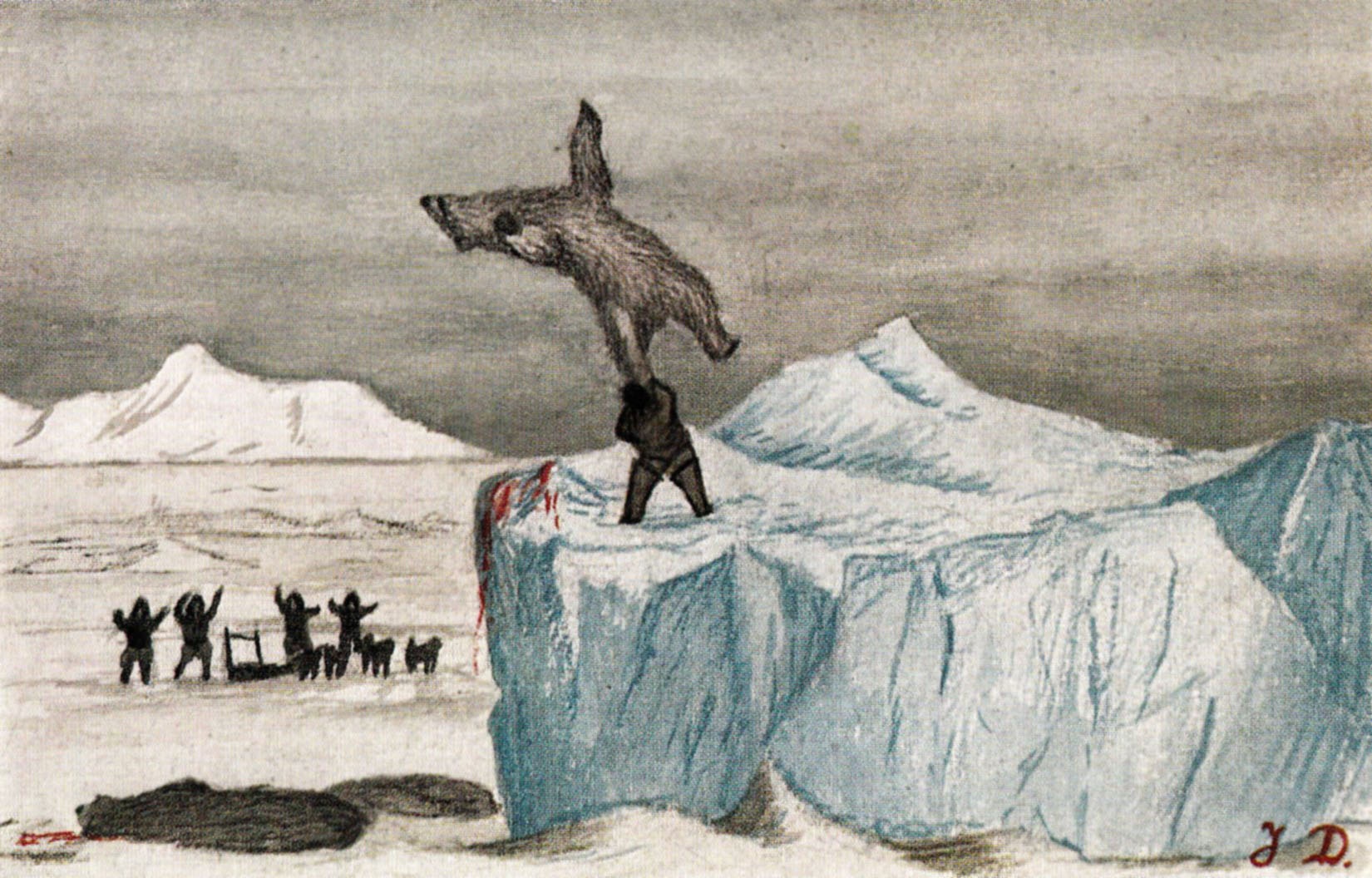
Mythos von Kaassassuk, dem Waisenjungen und Bärentöter, aufgezeichnet von Knud Rasmussen, illustriert von Jakob Danielsen

Jakob Danielsen war der Sohn des Jägers Niels Christoffer Magnus Danielsen (1851–1911) und seiner Frau Karen Cecilie Benigne Nielsen (1852–1936). Er wurde in eine typische Jägerfamilie hineingeboren, sodass er zuerst in Sioraq, einem Vorgängerwohnplatz des heutigen Kangerluk, und ab 1906 im nahegelegenen Qeqertarsuaq als Jäger per Kajak und Hundeschlitten aufwuchs. Er saß einige Zeit im Gemeinderat. Am 15. September 1915 heiratete er Charlotte Juliane Jakobed Clasen (1896–1936), Tochter von Pavia Peter Vittus Clasen und Cecilie Dorthea Antonette Maren Johannesen.
Er war ein guter Geschichtenerzähler und begann irgendwann, Karikaturen seiner Zuhörer zu zeichnen, wobei er diese Zeichnungen anschließend als Schusspflaster für seine Schrotflinte benutzte, sodass keine erhalten ist. Bereits seit Vater, heißt es, hatte gemalt. Um 1920 wurde er vom Landsfoged Nordgrönlands Philip Rosendahl entdeckt, der ihn fortan förderte und ihn überredete, Aquarelle zu malen. Hintergrund war es, dass Rosendahl eine bildliche Darstellung von Jagdmethoden wünschte. In seinem Leben malte Jakob Danielsen etwa 300 solcher. Seine Werke stellen ebenso sehr detailliert wie ethnologisch wertvoll das Jagdleben der Kalaallit dar und beinhalten eine vielfältige Auswahl an Landschaften, Tages- und Jahreszeiten. Er sah die Werke selbst als gezeichnete Autobiografie, da er meinte, nicht gut im Schreiben zu sein. Erstmals wurden seine Werke bereits zu Lebzeiten bei der Kolonialausstellung 1931 in Rom gezeigt.
1936 erkrankte seine Frau an einer Grippe, die zu ihrem Tod führte. Jakob Danielsen bekam die Krankheit ebenfalls und erkrankte dadurch geschwächt schließlich noch an Tuberkulose, woran er 1938 49-jährig verstarb.
Rosendahl nahm seine Werke mit nach Kopenhagen und überließ sie dort dem Dänischen Nationalmuseum. Zudem fasste er sie auf Anraten von Johannes V. Jensen 1942 in einem Buch zusammen, das 1957 noch einmal auf Grönländisch, sowie 1967 in neuer Auflage erschien. Knud Rasmussen hatte zu Beginn des Jahrhunderts die von Jaakuaraq Eugenius erzählte Legende des Kaassassuk verschriftlicht, wobei Jakob Danielsen sämtliche Bilder der Geschichte malte.